# Maraaya
Maraaya je slovenski pop duo, ki sta ga leta 2014 ustanovila Marjetka Vovk in Raay. Ime je kombinacija njunih imen. Leta 2015 sta s skladbo "Here for You" nastopila na finalu Evrovizije in zasedla končno 14. mesto. Ob pomoči in mednarodnem sodelovanju s priznano Estonsko ekipo Vita Pictura sta kot ena od redkih slovenskih izvajalcev prišla do uradnega VEVO kanala na spletnem portalu YouTube.
Sta šele druga slovenska izvajalca, ki se jima je do zdaj na uradni slovenski tedenski glasbeni lestvici SloTop50, uspelo z vsaj dvema singloma zavihteti na prvo mesto: "Here for You" in "Diamond Duck".

## Kariera

### 2014: Prvi singel
Preden sta avtor glasbe in producent Raay (pravo ime: Aleš Vovk) in pevka Marjetka Vovk (rojena Jurkovnik) začela delovati kot Maraaya, sta bila člana zasedb Turbo Angels in Tangels. Leta 2014 sta pod imenom Maraaya izdala svoj prvi singel "Lovin' Me". Pesem je doživela velik uspeh na iTunes lestvicah v Belgiji, Nemčiji, Italiji and Sloveniji. Bila je med dvajsetimi najbolj prodajanimi singli v Italiji.
Bila je med desetimi najbolj prodajanimi singli v Italiji, uvrščena pa je bila tudi na poljski kompilaciji "Bravo Hits Zima 2015". Na nemški lestvici singlov DJ's Dance Top 100 je zasedla 34 mesto.
Najvišje uvrstitve pesmi "Lovin' Me" na najpomembnejših uradnih državnih singel lestvicah: na slovenski SloTop50 je zasedla 13., na italijanski FIMI je zasedla 52. in na belgijski (Flandrija) Ultratip 100 je zasedla 83. mesto.

### 2015: Evrovizija
Na Emi 2015 sta zmagala s svojim drugim singlom "Here for You" in se uvrstila na Evrovizijo. V drugem polfinalnem večeru na tekmovanju za pesem Evrovizije 2015 na Dunaju sta z 92 točkami zasedla peto mesto in se uvrstila v veliki finale, kjer sta z 39 točkami zasedla končno 14. mesto.
Najvišje uvrstitve pesmi "Here for You" na najpomembnejših uradnih državnih singel lestvicah: na slovenski SloTop50 je zasedla 1., na avstrijski Ö3 Austria Top 40 je zasedla 23., na slovaški Rádio Top 100 je zasedla 24., na belgijski (Flandrija) Ultratip 100 je zasedla 48., na švedski Sverigetopplistan Heatseekers 10. in na finski digitalni lestvici je zasedla 18. mesto. Ne nemški lestvici Hitfire je zasedla pvo mesto.
Septembra 2015 sta na dobrodelnem koncertu Rdečega križa v Cankarjevem domu, premierno predstavila svoj tretji singel "Living Again". Pesem je na uradni slovenski SloTop50 singel lestvici zasedla 12. mesto.

### 2016: Četrti singel
Na Emi 2016 sta kot posebna gosta predstavila svoj četrti singel "Nothing Left for Me". Pesem je na uradni slovenski SloTop50 singel lestvici zasedla 18. mesto, a brez uspeha v tujini.

### 2017: Peti singel z BQL in pogodba z založbo Warner Music
26. maja 2017 je Maraaya v sodelovanju z BQL, v živo nastopila na Cankarjevi cesti v Ljubljani, kjer je premierno predstavila svoj peti singel "It's Complicated" in istočasno še videospot. Uradno je singel izšel 7. junija 2017.
10. junija 2017 je Maraaya nastopila na hrvaškem festivalu CMC Vodice 2017, kjer je predstavila svojo hrvaško verzija singla "Sjaj", ki je uradno izšel en dan prej.
Jeseni sta Maraaya podpisala pogodbo z založbo Warner Music, ki je ena največjih založb na svetu. 22. septembra je izšel njun šesti singel "Diamond Duck". Na uradni lestvici SloTop50 sta zasedla 1. mestu že v prvem tednu predvajanja. Do zdaj je to uspelo le BQL.

### 2018: Maraaya & Jazzilaz
Leta 2018 sta ponovno nastopila na festivalu CMC Vodice, in sicer v duetu z Domestikusom s pesmijo "Noć (Mi corazón es tuyo)", ki je v bistvu predelava Alyine "Srce za srce". Posnela sta jo v hrvaški – Noć (Mi corazón es tuyo) – in angleški – Mi corazón es tuyo – različici (obe imata tudi špansko besedilo). Videospot za hrvaško različico je bil na Youtube naložen 8. junija 2018.
Jeseni sta začela s projektom Maraaya & Jazzilaz, v okviru katerega izvajata svetovne uspešnice v swingovsko-džezovski preobleki.

### 2020: Prva pesem v slovenščini
Septembra 2020 sta izdala svojo prvo pesem v slovenščini "Obujem nove čevlje". Zanjo sta posnela videospot, v katerem nastopa hrvaški plesalec in tiktoker Luciano Plazibat. Novembra je sledila balada "Drevo".

## Diskografija

### Singli

#### Glavni izvajalec
| "Lovin' Me"                                                | 2014 | 13 | —  | —  | 52 | 83 | —  | —  | —  | — |
| "Here for You"                                             | 2015 | 1  | 23 | 24 | —  | 48 | 10 | 18 | 38 | — |
| "Living Again"                                             | 2015 | 12 | —  | —  | —  | —  | —  | —  | —  | — |
| "Nothing Left for Me"                                      | 2016 | 18 | —  | —  | —  | —  | —  | —  | —  | — |
| "It's Complicated" (featuring BQL)                         | 2017 | 9  | —  | —  | —  | —  | —  | —  | —  | — |
| "Sjaj" (featuring BQL)                                     | 2017 | —  | —  | —  | —  | —  | —  | —  | —  | — |
| "Diamond Duck"                                             | 2017 | 1  | —  | —  | —  | —  | —  | —  | 14 | — |
| "Mi corazón es tuyo" (Domestikus & Maraaya)                | 2018 | —  | —  | —  | —  | —  | —  | —  | —  | — |
| "Noć (Mi corazón es tuyo)" (Domestikus & Maraaya)          | 2018 | —  | —  | —  | —  | —  | —  | —  | —  | — |
| "Besplatno"                                                | 2019 | —  | —  | —  | —  | —  | —  | —  | —  | — |
| "Obujem nove čevlje"                                       | 2020 | 5  | —  | —  | —  | —  | —  | —  | —  | — |
| "New Face"                                                 | 2020 | —  | —  | —  | —  | —  | —  | —  | —  | — |
| "Drevo"                                                    | 2020 | 13 | —  | —  | —  | —  | —  | —  | —  | — |
| "Dobr' gre"                                                | 2021 | 1  | —  | —  | —  | —  | —  | —  | —  | — |
| "—" single ni bil uvrščen na lestvico ali pa ni bil izdan. |      |    |    |    |    |    |    |    |    |   |

1. ↑  Hrvaška različica It's Complicated.
2. ↑  Hrvaška različica Mi corazón es tuyo.
3. ↑  Hrvaška različica Living Again.
4. ↑  Angleška različica Obujem nove čevlje.

#### Gostujoči izvajalec
| Naslov                                                     | Leto | Najvišje na uradnih lestvicah | Najvišje na uradnih lestvicah | Najvišje na uradnih lestvicah | Najvišje na uradnih lestvicah | Najvišje na uradnih lestvicah | Najvišje na uradnih lestvicah | Najvišje na uradnih lestvicah | Album             |
| Naslov                                                     | Leto | SLO                           | AVT                           | SVK                           | ITA                           | BEL (Fl-Tip)                  | ŠVE (heats.)                  | FIN (digital)                 | Album             |
| ---------------------------------------------------------- | ---- | ----------------------------- | ----------------------------- | ----------------------------- | ----------------------------- | ----------------------------- | ----------------------------- | ----------------------------- | ----------------- |
| "Rain in Your Eyes" (LukeAt featuring Maraaya)             | 2014 | —                             | —                             | —                             | —                             | —                             | —                             | —                             | Lo Zoo Di (Vol.9) |
| "—" single ni bil uvrščen na lestvico ali pa ni bil izdan. |      |                               |                               |                               |                               |                               |                               |                               |                   |

## Ostale pesmi, uvrščene na lestvico

#### Glavni izvajalec
| Naslov | Leto | Najvišje na uradnih lestvicah | Najvišje na uradnih lestvicah | Najvišje na uradnih lestvicah | Najvišje na uradnih lestvicah | Najvišje na uradnih lestvicah | Najvišje na uradnih lestvicah | Najvišje na uradnih lestvicah | Album             |
| Naslov | Leto | SLO                           | AVT                           | SVK                           | ITA                           | BEL (Fl-Tip)                  | ŠVE (heats.)                  | FIN (digital)                 | Album             |
| --- | ---- | ----------------------------- | ----------------------------- | ----------------------------- | ----------------------------- | ----------------------------- | ----------------------------- | ----------------------------- | ----------------- |
| "White Christmas / Bel božič" (Maraaya & BQL & Nika Zorjan & Manca Špik & Luka Basi & Klara Jazbec & Ula) | 2017 | 31                            | —                             | —                             | —                             | —                             | —                             | —                             | Non-album singles |
| skladba ni bila izdana kot single, a se je vseeno uvrstila na lestvico.                                   |      |                               |                               |                               |                               |                               |                               |                               |                   |